# Autostrada CT.03
L'autostrada CT.03, chiamata anche autostrada Hanoi–Lang Son (in inglese Hanoi–Lang Son Expressway), è un'autostrada del Vietnam. Ha inizio nei pressi della capitale Hanoi e si sviluppa verso nord-ovest attraversando le provincie di Bac Ninh e Bac Giang. Il progetto prevede di far arrivare l'autostrada fino al confine con la Cina.

## Tabella percorso
| Autostrada Autostrada Hanoi – Lang Son |                                                |      |      |           |          |
| Tipo                                   | Indicazione                                    | ↓km↓ | ↑km↑ | Provincia | Asiatica |
|                                        | QL.1A per la Tangenziale di Hanoi              | 0,0  | ..   | Hanoi     | Asiatica |
|                                        | Phu Dong                                       | ..   | ..   | Hanoi     | Asiatica |
|                                        | Autostrada CT.07                               | ..   | ..   | Hanoi     | Asiatica |
|                                        | Barriera                                       | ..   | ..   | Bac Ninh  | Asiatica |
|                                        | Tu Son                                         | ..   | ..   | Bac Ninh  | Asiatica |
|                                        | Zona Industriale di Tu Son Sud                 | ..   | ..   | Bac Ninh  | Asiatica |
|                                        | Zona Industriale di Tu Son Nord                | ..   | ..   | Bac Ninh  | Asiatica |
|                                        | Lim                                            | ..   | ..   | Bac Ninh  | Asiatica |
|                                        | Khả Lễ - Ql.18 Autostrada CT.06                | ..   | ..   | Bac Ninh  | Asiatica |
|                                        | Bắc Ninh                                       | ..   | ..   | Bac Ninh  | Asiatica |
|                                        | Bac Ninh- Dai Phuc Zona Industriale Quang Chau | ..   | ..   | Bac Ninh  | Asiatica |
|                                        | Ponte sul Cau (viabilità ordinaria)            | ..   | ..   | Bac Ninh  | Asiatica |
|                                        | Zona Industriale (solo dir. nord)              | ..   | ..   | Bac Ninh  | Asiatica |
|                                        | Zona Industriale di Dinh Tram                  | ..   | ..   | Bac Giang | Asiatica |
|                                        | Zona Industriale di Van Trung                  | ..   | ..   | Bac Giang | Asiatica |
|                                        | Zona Industriale di Song Khê                   | ..   | ..   | Bac Giang | Asiatica |
|                                        | Area di servizio di Song Khê                   | ..   | ..   | Bac Giang | Asiatica |
|                                        | Bắc Giang                                      | ..   | ..   | Bac Giang | Asiatica |
|                                        | Luc Nam                                        | ..   | ..   | Bac Giang | Asiatica |
|                                        | Kép                                            | ..   | ..   | Bac Giang | Asiatica |
|                                        | Huu Lung                                       | ..   | ..   | Lang Son  | Asiatica |
|                                        | Chi Lăng                                       | ..   | ..   | Lang Son  | Asiatica |
|                                        | Mai Sao Fine autostrada in esercizio           | ..   | ..   | Lang Son  | Asiatica |
|                                        | Long Son                                       | ..   | ..   | Lang Son  | Asiatica |
|                                        | Dong Dang                                      | ..   | ..   | Lang Son  | Asiatica |
|                                        | Dogana Confine di Stato Vietnam - Cina         | ..   | ..   | Lang Son  | Asiatica |